# وسمه

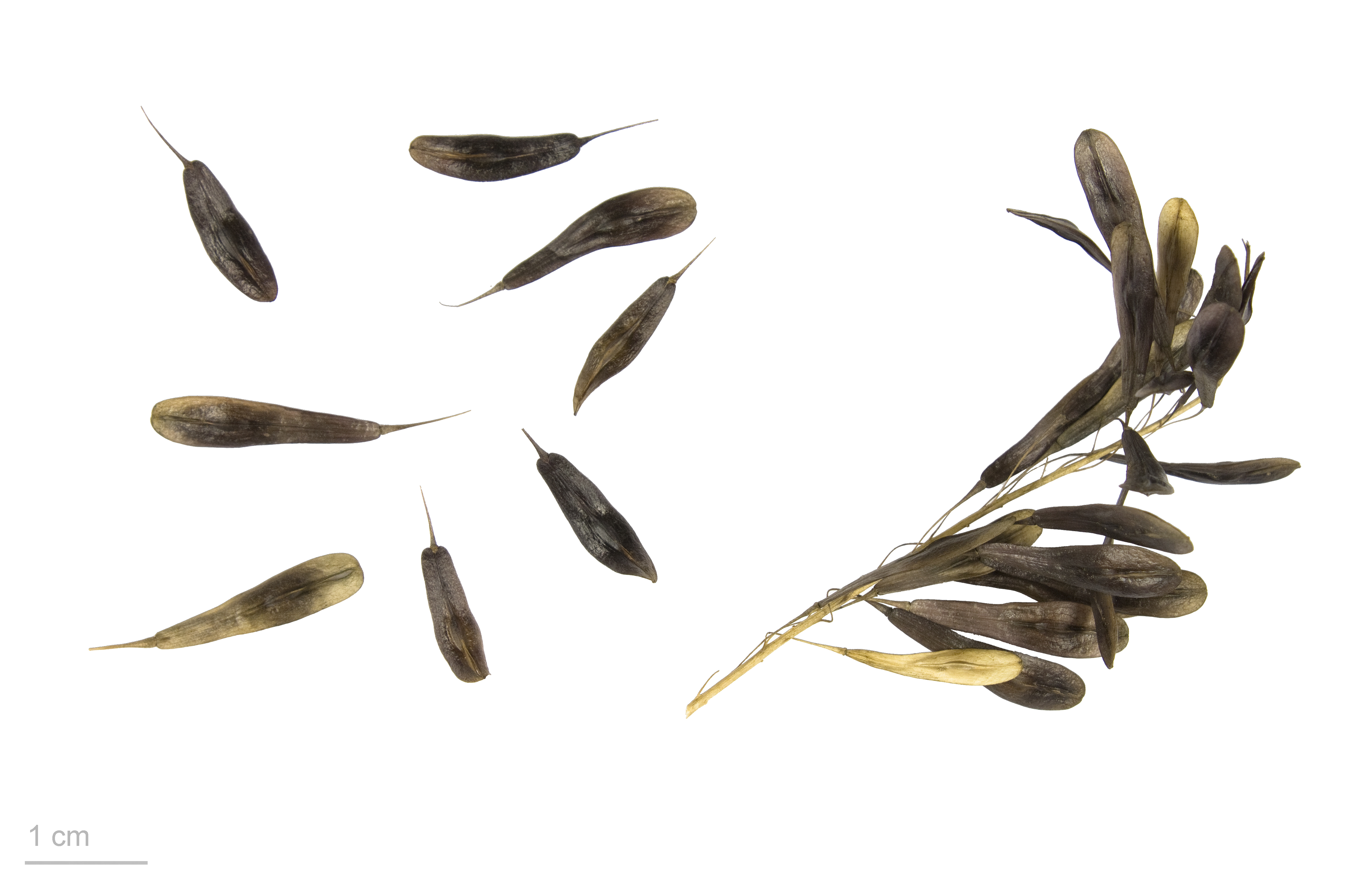
Isatis tinctoria

وسمه گیاهی گلدار از خانواده شب‌بویان است. این گیاه بیشتر در استپ رشد می‌کند و خاستگاه آن قفقاز، آسیای میانه تا شرق سیبری و غرب آسیا است و در برخی نقاط جنوب شرقی اروپا یافت می‌شود.
کشت این گیاه توسط انسان دارای قدمت زیادی است. به دلیل داشتن رنگدانه‌های آبی و بنفش از عصاره گیاهی آن برای رنگرزی استفاده می‌کنند.